# Парфёнова, Людмила Фёдоровна
Людмила Фёдоровна Парфёнова (дев. Надёжина; 28 ноября 1930, Звягино, Нижегородский край — 24 февраля 2006, Курган) — советский, российский педагог. Народный учитель СССР (1983).

## Биография
Людмила Фёдоровна Надёжина родилась 28 ноября 1930 года в семье потомственных учителей в деревне Звягино Звягинского сельсовета Воскресенского района Нижегородского края, ныне деревня входит в Богородский сельсовет того же района Нижегородской области.
В 1943 году переехала в Курганскую область. Начало педагогической деятельности связано с Ольховской средней школой Ольховского района. Затем стала инспектором Ольховского районо.
В 1952 году окончила с отличием Шадринский государственный педагогический институт по специальности «русский язык и литература».
Работала учителем школы-интерната № 1 (пос. Увал города Кургана), школы № 23 города Кургана.
В 1968—1994 годах работала учителем русского языка и литературы в курганской средней школе № 47 им. В. А. Шаталова (с 1993 года — Школа-лицей № 47; с 1997 года — МУ «Лингво-гуманитарная гимназия № 47»; с 2002 года — МОУ «Гимназия № 47»).
Отмечается, что она была «талантливым педагогом: формировала у детей интерес и вкус к художественной литературе, убеждала, что книга — это сила, которая поможет не забывать прошлое, верить в будущее и ценить настоящее, прививала любовь к русскому языку, заботилась о развитии мышления, памяти и эрудиции школьника». Ученики были победителями конкурсов и олимпиад.
Дала сотни открытых уроков на всех уровнях. Около тридцати лет выступала в институте усовершенствования учителей. Статьи о ней, о её педагогической деятельности были опубликованы в газетах «Советская Россия», «Труд», «Учительская газета», журналах «Воспитание школьников» и «Литература в школе».
О ней московскими кинодокументалистами в 1980 году был создан 45-минутный фильм «Учитель», который трижды демонстрировался. Её авторским разработкам и методам обучения была посвящена экспозиция в павильоне «Народное образование» Выставки достижений народного хозяйства СССР.
На Всероссийском съезде учителей в 1987 году в составе делегации представляла народное образование Курганской области.
В 1989 году — участник Московской встречи творчески работающих учителей России.
Избиралась депутатом районного Совета, была заместителем секретаря школьной партийной организации, председателем местного комитета, членом Совета старейшин при Главном управлении образования Администрации Курганской области.
Её имя вошло в «Советский энциклопедический словарь» и энциклопедию «Лучшие люди России».
Людмиле Фёдоровне Парфёновой выпускники 1984 года подарили стихотворение: «Народный учитель! Высокое звание!»
Людмила Фёдоровна Парфёнова умерла 24 февраля 2006 года в городе Кургане. Похоронена на Новом Рябковском кладбище города Кургана Курганской области.

## Награды и звания
- Народный учитель СССР, 1983 год
- Заслуженный учитель школы РСФСР, 1974 год
- Отличник народного просвещения РСФСР, 1969 год
- Почётная грамота Курганской областной Думы, 2001 год, за значительный творческий вклад в развитие народного образования области[4]

## Память
В гимназии № 47 города Кургана с 2006 года проводятся педагогические чтения памяти Л. Ф. Парфёновой.

## Семья
- Отец — Федор Иванович Надёжин, учитель истории, директор школы, секретарь райкома КПСС.
- Мать — Антонина Анатольевна Надёжина, заслуженный учитель школы СССР, кавалер орденов Ленина, Трудового Красного Знамени, Знак Почёта.
- Муж — Вадим Парфёнов
- Сын — Михаил Вадимович Парфёнов, программист.

Учителями были брат деда по отцу, отец и мать. Её сестра Галина и брат Юрий также стали педагогами.